# Vi khuẩn nitrat hóa
Vi khuẩn nitrat hóa là những vi khuẩn lấy năng lượng bằng cách oxi hóa những hợp chất chứa nitrogen, bao gồm Nitrosomonas, Nitrosococcus, Nitrobacter, Nitrospina, Nitrospira và Nitrococcus.
Chúng được chia thành hai nhóm:
- AOB (ammonia oxidizing bacteria - vi khuẩn oxi hóa amonnia): vi khuẩn nitrit.
- NOB (nitrite oxidizing bacteria - vi khuẩn oxi hóa nitrit): vi khuẩn nitrat.

Nhiều loài nitrit - nitrat hóa có hệ thống nội màng phức tạp để chứa nhiều enzyme nitrit - nitrat hóa (bản chất là oxi hóa) bao gồm:
- ammonia monooxygenase: NH3 → H3NO
- hydroxylamine oxidoreductase: H3NO → NO
- một enzyme chưa biết: H3NO → NO2−
- nitrite oxidoreductase: NO2− → NO3-

## Sinh thái học
Vi khuẩn nitrat hóa xuất hiện ở những phân loại khác nhau và thường được tìm thấy ở những môi trường có nhiều NH3 (ví dụ vùng có sự phân giải protein mạnh mẽ, và ở những nhà máy xử lí nước thải). Những vi khuẩn này sống mạnh mẽ ở vùng có dòng nước thải mạnh vì nồng độ NH3 trong chúng cao.